# Cyclosorus dictyoclinoides
Cyclosorus dictyoclinoides là một loài thực vật có mạch trong họ Thelypteridaceae. Loài này được (Ching) C.M. Kuo mô tả khoa học đầu tiên năm 2002.